# Katolická církev v Burundi
Katolická církev v Burundi je křesťanské společenství. Hlásí se k ní asi 62% obyvatel. Je v jednotě s papežem. Má 2 metropolitní arcidiecéze a 6 diecézí.

## Struktura
Burundi má dvě církevní provincie. Všechny tyto diecéze slouží mše v latinském ritu.
- Arcidiecéze Bujumbura (zal. 1959) – arcibiskup Evariste Ngoyagoye
  - Diecéze Bubanza (zal. 1980) – biskup Jean Ntagwarara
  - Diecéze Bururi (zal. 1961) – biskup Venant Bacinoni
- Arcidiecéze Gitega (zal. 1921) – arcibiskup Simon Ntamwana
  - Diecéze Muyinga (zal. 1968) – biskup Joachim Ntahondereye
  - Diecéze Ngozi (zal. 1949) – biskup Gervais Banshimiyubusa
  - Diecéze Rutana (zal. 2009) – biskup Bonaventure Nahimana
  - Diecéze Ruyigi (zal. 1973) – biskup Blaise Nzeyimana

Má vlastní biskupskou konferenci se současným předsedou biskupem Gervaisem Banshimiyubusou.